# Tiger Cup de 1998
A Tiger Cup de 1998 foi a segunda edição do Campeonato da ASEAN e foi realizado no Vietnã. Os jogos do Grupo A foram disputados na cidade de Ho Chi Minh com Indonésia, Tailândia, Mianmar e Filipinas. Jogos do Grupo B foram disputados em Hanói com Vietnã, Malásia, Singapura e Laos.

## Eliminatória

### Grupo 1
| Pos. | Seleção | Pts | J | V | E | D | GP | GC | SG |
| ---- | ------- | --- | - | - | - | - | -- | -- | -- |
| 1    | Myanmar | 6   | 2 | 2 | 0 | 0 | 7  | 1  | +6 |
| 2    | Laos    | 3   | 2 | 1 | 0 | 1 | 2  | 4  | -2 |
| 3    | Brunei  | 0   | 2 | 0 | 0 | 2 | 2  | 6  | -4 |

| 14-03 | Myanmar | 4 - 1 | Brunei  |
| 16-03 | Laos    | 2 - 1 | Brunei  |
| 18-03 | Laos    | 3 - 0 | Myanmar |

### Grupo 2
| Pos. | Seleção   | Pts | J | V | E | D | GP | GC | SG |
| ---- | --------- | --- | - | - | - | - | -- | -- | -- |
| 1    | Singapura | 6   | 2 | 2 | 0 | 0 | 4  | 0  | +4 |
| 2    | Filipinas | 1   | 2 | 0 | 1 | 1 | 1  | 2  | -1 |
| 3    | Camboja   | 1   | 2 | 0 | 1 | 1 | 1  | 4  | -3 |

| 24-03 | Singapura | 1 - 0 | Filipinas |
| 26-03 | Camboja   | 1 - 1 | Filipinas |
| 27-03 | Singapura | 3 - 0 | Camboja   |

## Fase de grupos

### Grupo A
| Pos. | Seleção   | Pts | J | V | E | D | GP | GC | SG |
| ---- | --------- | --- | - | - | - | - | -- | -- | -- |
| 1    | Tailândia | 7   | 3 | 2 | 1 | 0 | 7  | 4  | +3 |
| 2    | Indonésia | 6   | 3 | 2 | 0 | 1 | 11 | 5  | +6 |
| 3    | Myanmar   | 4   | 3 | 1 | 1 | 1 | 8  | 9  | -1 |
| 4    | Filipinas | 0   | 3 | 0 | 0 | 3 | 3  | 11 | -8 |

| 27-08 | Indonésia | 3 - 0 | Filipinas |
| 27-08 | Tailândia | 1 - 1 | Myanmar   |
| 29-08 | Tailândia | 3 - 1 | Filipinas |
| 29-08 | Indonésia | 6 - 2 | Myanmar   |
| 31-08 | Myanmar   | 5 - 2 | Filipinas |
| 31-08 | Tailândia | 3 - 2 | Indonésia |

## Premiação
| Tiger Cup de 1998             |
| Singapura                     |
| ----------------------------- |
| SINGAPURA Campeão (1º título) |

## Controvérsia
Este torneio foi marcado por conduta antidesportiva em uma partida entre Tailândia e Indonésia durante a fase de grupos.
A Indonésia já tinha classificação garantida para as semifinais, enquanto a Tailândia também avançaria se não perdesse e as Filipinas perdessem para Myanmar por tempo suficiente para Myanmar roubar o segundo lugar. No entanto, ambas as equipes também sabiam que o vencedor da partida enfrentaria o anfitrião Vietnã nas semifinais, enquanto o time perdedor enfrentaria a surpreendente vencedora do grupo Singapura, que foi vista como um adversário mais fácil, e também evitaria o inconveniente de mover seus base de treinamento da equipe da Cidade de Ho Chi Minh para Hanói para as semifinais.
O primeiro tempo foi de pouca ação, com as duas equipes mal tentando marcar. Durante o segundo tempo, ambas as equipes conseguiram marcar, resultando em um placar de 2 a 2 após 90 minutos: durante os acréscimos, e apesar de dois zagueiros tailandeses tentarem detê-lo, o zagueiro indonésio Mursyid Effendi deliberadamente marcou um gol contra, dando assim à Tailândia uma vitória por 3 a 2. Posteriormente, a FIFA multou ambas as equipes em $ 40.000 por violar o espírito do jogo, enquanto Mursyid foi banido do futebol nacional por um ano e do futebol internacional para sempre.
Nas semifinais, a Tailândia perdeu para o Vietnã e a Indonésia perdeu para Cingapura: na final, o título escaparia dos donos da casa, que perderam por 1 a 0 para o desconhecido Cingapura, em uma das maiores surpresas da competição até o momento.